# Метаматеріали акустики
Акустичний метаматеріал — матеріал, призначений для контролю та маніпуляцій звуковими хвилями, як це відбувається в газах, рідинах і твердих тілах. Лінія досліджень акустичних метаматеріалів походить від теорії та дослідження негативного індексу матеріалу. Крім того, з акустичних метаматеріалів, контрольовані звукові хвилі можуть бути розширені до ділянок негативного заломленні.
Контроль різних форм звукової хвилі, в основному, досягається за допомогою об'ємної пружності β, масової щільності ρ і хіральності. Щільність і об'ємний модуль є аналогіями електромагнітних параметрів, діелектричної проникності і проникності в негативний показник матеріалами. З цим пов'язане в механіці поширення хвиль в ґратчастій структурі. Також матеріали мають маси та властивий ступінь жорсткості. Разом вони утворюють резонансну систему і механічний (звуковий) резонанс може бути порушено відповідними звуковими частотами (наприклад, імпульси в звукових частотах).

## Історія
Акустичні метаматеріали були розроблені в ході наукових досліджень і як результат метаматеріалів. Новий матеріал був спочатку запропонований Віктора Веселаго в 1967 році, але не реалізований приблизно в наступні 33 роки. Джон Пендрі виробив основні елементи метаматеріалів в останній частині 1990-х років. Його матеріали були об'єднані, і тоді негативні індекси матеріали були реалізовані вперше в 2000 і 2001 роки, які справили негативне заломлення, тим самим розширюючи можливості оптичних і матеріальні дій. Отже, дослідження акустичних метаматеріалів має  мету більш широкої дії матеріалу зі звуковими хвилями.
Дослідження з використанням акустичних метаматеріалів почалались в 2000 році з виготовлення і демонстрації звукових кристалів в рідині. За цим послідували перестановки поведінки спліт-кільця резонатора для дослідження акустичних метаматеріалів. Після цього подвійний негативний параметр (негативний об'ємний модуль βефективн і негативна щільність ρкеф) були зроблений за типом цього носія. Потім група дослідників представила дизайн і протестувала результати ультразвукового метаматеріалу лінзи для фокусування 60 кГц.
Більш ранні дослідження акустики в технології, яка називається акустичної інженерією, як правило, стурбовані тим, як зменшити небажані звуки, контроль шуму, як зробити  звуки для медичної діагностики, гідролокатора, відтворення звуку і як виміряти деякі інші фізичні властивості за допомогою звуку.
Використанням акустичних метаматеріалів напрямку звуку можна контролювати шляхом маніпулювання показником заломлення. Таким чином, традиційні акустичні технології розширені і можуть в кінцевому рахунку приховати певні об'єкти акустичного виявлення.

## Основні Принципи
Так як акустичні метаматеріали є одними з гілки метаматеріалів, основний принцип акустичних метаматеріалів аналогічний принципу метаматеріалів. Ці метаматеріали зазвичай отримують свої властивості від структури, а не композиції, використовуючи включення малих неоднорідностей щоб прийняти ефективну макроскопічну поведінку. Подібно дослідженню метаматеріалів, досліджуючи матеріали з негативними метаматеріалами індексу, негативний індекс акустичних метаматеріали стали первинними дослідженнями. Негативний коефіцієнт заломлення акустичних матеріалів може бути досягнуто шляхом зміни об'ємного модуля пружності і масової щільності.

### Магістральний модуль пружності і густина
Нижче об'ємний модуль пружності β речовини відображає опір цієї речовини для рівномірного стиснення. Вона визначається як відношення підвищення тиску до заданого відносного зменшення об'єму.
Густина матеріалу визначається як відношення маси до об'єму, і виражається в грамах на кубічний сантиметр (г/см³). У всіх трьох класичних станах матерії-газу, рідини або твердому густина змінюється зі зміною температури або тиску, і гази є найбільш чутливими до цих змін. Спектр густин широкий: від 1015 р / см³ для нейтронних зірок, 1,00 г / см³ для води до 1,2 × 10-3 г/см³ повітря. Крім того, тут густина області є масовою над (двовимірною) областю, лінійна густина — маса над одновимірною лінією, і відносна щільність, яка представляє собою густину, поділену на густину еталонного матеріалу, такого як вода.
Для акустичних матеріалів і акустичних метаматеріалів, об'ємний модуль пружності і густина є параметрами компонентів, які визначають їх показник заломлення.

### Аналоги

Об'ємний модуль пружності — ілюстрація рівномірного стиснення

Наукові дослідження показали, що акустичні метаматеріали мають аналоги електромагнітних метаматеріалів, коли мають наступні характеристики: У деяких смугах частот, ефективна густина і об'ємний модуль пружності може стати негативним. Це призводить до негативного показника заломлення. Плоский горбиль фокусування, яка може привести до надвисокої роздільної здатності, подібно електромагнітним метаматеріалів. Подвійні негативні показники є результатом низькочастотних резонансів. У поєднанні з добре певну поляризацію при поширенні хвиль; к = | п | ш, є рівняння для показника заломлення, як звукові хвилі взаємодіють з акустичними метаматеріалів (нижче):

{\displaystyle n^{2}={\frac {\rho }{\beta }}}
Притаманними параметрами середовища є густина ρ, об'ємний модуль пружності β, і хіральність к. Хіральність визначає полярність поширення хвилі (хвильового вектора). Отже, протягом останнього рівняння, рішення Веселаго типу (n2 = U * ε) можливі для поширення хвиль як негативного чи позитивного стану ρ і β визначають поширення прямої або зворотної хвилі.
У негативному заломленні, електромагні метаматеріали, негативна діелектрична проникність може бути знайдена в природних матеріалах. Проте, негативна проникність повинна бути спеціально створена в штучному середовищі передачі. Отримання негативного показника заломлення з акустичними матеріалами різному. Ні негативні р, ні негативні β невідомі в природі матеріалів; вони отримані з резонансних частот штучна виготовлений передавальної середовища (метаматериал), і такі негативні значення аномального відгуку. Негативний або ρ β означає, що при певних частотах середовища розширюється, коли відчуває стиснення (негативний модуль), і прискорюється вліво, коли штовхає вправо (негативна густина).

### Електромагнітне поле vs акустичного поля
The electromagnetic spectrum extends from below frequencies used for modern radio to gamma radiation at the short-wavelength end, covering wavelengths from thousands of kilometers down to a fraction of the size of an atom. That would be wavelengths from 103 to 10−15 kilometers. The long wavelength limit is the size of the universe itself, while it is thought that the short wavelength limit is in the vicinity of the Planck length, although in principle the spectrum is infinite and continuous.
Дозвуковий діапазон частот від 20 Гц до 0,001 Гц. Звукові частоти від 20 Гц до 20 кГц. Ультразвуковий діапазон вище 20 кГц. Звук вимагає певного середовища. Електромагнітні випромінювання (ЕМ хвилі) можуть подорожувати в вакуумі.

### Механіка хвиль решітки
Уявна демонстрація: Гіпотетично жорстка структура решітки (тверда речовина) складається з 1023 атомів. Однак, в реальних твердих тілах ці частинки можуть так само легко бути іони. У жорсткій структурі решітки, атоми чинять тиск або зусилля, один на одного, щоб підтримувати рівновагу. Атомні сили зберігають жорстку структуру решітки. Більшість з них, таких як ковалентних або іонних зв'язків, має електричну природу. Магнітна сила і сила тяжіння мізерно малі. Через зв'язування між атомами, переміщення одного або більше атомів з їх рівноважних положень призведе до виникнення безлічі вібраційних хвиль, що поширюються через решітку. Одну із таких хвиль показано на малюнку справа. Амплітуда хвилі задажться зміщеннями атомів з їх рівноважних положень. Довжина хвилі позначається λ. 
Існує мінімально можлива довжина хвилі, яка визначається рівноважною сепарацією між атомами. Будь-яка довжина хвилі коротша, ніж це може бути відображено на довжині довшій хвилі, через ефект ступінчастості.

## Аналіз і експерименти
Сучасні дослідження акустичних метаматеріалів засновані не тільки на попередньому досвіді з електромагнітними метаматеріалами. Ключові фізичні поняття такі як звук в акустиці, ультразвук і інфразвук, які є механічними хвилями в газах, рідинах і твердих тілах. Одна з цілей дослідження властивостей акустичних метаматеріалів є застосуванням у відображенні сейсмічних хвиль і в вібрації технологій управління, пов'язане з землетрусами.

### Звукові кристали
У 2000 році дослідження Liu і ін. відкрив шлях до акустичного метаматеріалу через звукові кристали. Останні володіють спектральною щілиною на два порядки величини менше, ніж довжина хвилі звуку. Спектральні дірки запобігають передачі хвиль на заданих частотах. Частота може бути налаштована на бажані параметри шляхом зміни розміру і геометрії метаматеріала.
Виготовлений матеріал складався з високої щільності твердої речовини свинцю кулі як основного, один сантиметр в розмірі, який покривали 2,5 мм шаром гуми силікону. Вони були розташовані у вигляді кристалічної решітки структури 8 × 8 × 8 куб. Кульки були зцементовані в кубічну структуру з епоксидною смолою. Передача була виміряна в залежності від частоти від 250 до 1600 Гц для ефективного чотири шари акустичного кристала. Два сантиметри плити абсорбують звук, які зазвичай вимагають більш товстого матеріалу, при 400 Гц. Зниження амплітуди спостерігалося при 400 і 1100 Гц.
Амплітуди звукових хвиль, що надходять на поверхню були зіставлені з звуковими хвилями в центрі метаматериіла структури. Коливання сфер, покриті звуковою енергією, що створювала розрив частот; звукова енергія поглинається в геометричній прогресії, як товщина матеріалу збільшується. Основний результат тут є негативною константою пружності створюється з резонансних частот матеріалу. Його проектовані додатки, з майбутнім розширеним діапазоном частот в системах пружних хвиль, сейсмічне відображення хвилі і ультразвук.

### Спліт-кільцеві резонатори для акустичних метаматеріалів

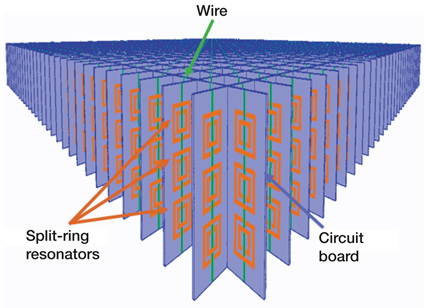
Мідні спліт-кільцеві резонатори і провід, встановлені на взаємопов'язаних листах друкованої плати зі скловолокна. Відокремлений-кільцевий резонатор складається з внутрішнього квадрата з роздвоєнням, з одного боку, вбудованим в зовнішньому квадраті з роздільним на іншій стороні. Спліт-кільцеві резонатори знаходяться на передній і правої поверхонь квадратної сітки і окремих вертикальних дротів знаходяться на задній і лівій поверхонь.

У 2004 році спліт-кільцеві резонатори (SRR) стали об'єктом акустичних досліджень метаматеріалів. Попередні дослідження з SRRs виготовлені як негативні електромагнітні метаматеріали індекс був посилаються як на прародича подальших досліджень акустичних метаматеріалів. Аналіз щілинних характеристик смуги частот, отриманий з властивих граничних властивостей штучно створених SRRs, паралельно аналіз звукових кристалів. Властивості забороненої зони SRRs були пов'язані з акустичними властивостями кристалів забороненої зони. В основі цього запиту є опис механічних властивостей і проблем механіки суцільного середовища для звукових кристалів, як макроскопічно однорідна речовина.
Кореляція можливостей включає в себе локально заборонені зони резонансних елементів і модулів пружності, які працюють в певному діапазоні частот. Елементи, які взаємодіють і резонують у відповідній області локалізовано вбудовані по всьому матеріалу. В акустичних метаматеріалів, локально резонансні елементи були б взаємодію одного 1 см гумової сфери з навколишнім рідиною. Значення стоп смуги і смуг частот щілини можна регулювати шляхом вибору розміру, типів матеріалів, а також інтеграцію мікроскопічних структур, які контролюють модуляції частот. Ці матеріали потім можуть захистити акустичні сигнали і послаблюють ефекти анти-плоских поперечних хвиль. Екстраполюючи ці властивості в більших масштабах можна створити сейсмічні хвильові фільтри(див Сейсмічні метаматеріалів).
Згідно з дослідженнями, до цього аналізу, метаматеріали можуть створювати фільтри або поляризатори або електромагнітних або пружних хвиль. Тут показаний спосіб, який може бути застосований до двовимірної зупинки смуги і контроль ширини забороненої зони або з фотонними або звуковими структурами. Подібно фотонного і електромагнітного виготовлення метаматеріала, звуковий метаматеріал вкладений з локалізованими джерелами щільності р маси і параметрів р (пружні) об'ємний модуль пружності, які аналогічні діелектричній і магнітній проникності, відповідно. Звукові (або Фононні) метаматеріали є звуковими кристалами, як і в попередньому розділі. Ці кристали мають тверде ядро свинцю і більш м'яке, більш еластичне силіконове покриття. Звукові кристали були побудовані в локалізованих резонансах, обумовлених сферами з покриттям, що призвело до майже плоскої дисперсійної кривої. Низькочастотні зони непропускання і локалізовані хвильові взаємодії сфер з покриттям були проаналізовані і представлені в.
Цей метод може бути використаний для налаштування заборонених зон, властивих матеріалам і, крім того, створити нові низькочастотні заборонені зони. Він також застосує для проектування низькочастотного фононного кристалу хвилеводів (радіочастоти). Двоякоперіодичний квадратний масив SRRs використовується для ілюстрації методики.

### Фононні кристали
Фононні кристали є синтетичними матеріалами, які утворюються шляхом періодичної зміни акустичних властивостей матеріалу (тобто, еластичність і маса). Одною з основних властивостей фононних кристалів є наявність фононної забороненої зони. Фононний кристал з фононною забороненою зоною запобігає фононам передаватись через матеріал по обраних діапазонах частот.
Щоб отримати структуру смуги частот фононного кристалу, теорія Блока застосовується на одній елементарній комірці в просторі оберненої ґратки (ЗБ). Деякі чисельні методи доступні для цієї проблеми, наприклад, спосіб розширення плоскої хвилі, метод кінцевих елементів і метод кінцевої різниць. Короткий огляд чисельних методів для розрахунку структури смуги частот забезпечується Hussein (2009)
Для того, щоб прискорити обчислення структури смуги частот, може бути використаний метод (RBME). RBME застосовується «зверху» будь-який з первинного розширення чисельних методів, згаданих вище. Для великих моделей елементарної комірки, метод RBME може скоротити час для обчислення зонної структури до двох порядків величини.
Основа фононних кристалів сходить до Ісака Ньютон, який припускав, що звукові хвилі поширюються через повітря таким же чином, що пружна хвиля буде поширюватися вздовж решітки точкових мас, з'єднаних пружин з постійною силою пружності Е. Цією силою константи є ідентичною до модуля матеріалу. Звичайно, з фононними кристалами матеріалів з різним модулем обчислення трохи складніше, ніж ця проста модель.
На основі спостережень Ньютона  ми можемо зробити висновок, що ключовим фактором для акустичного діапазон-розриву машинобудування є Імпеданс невідповідність між періодичними елементами у складі кристала і навколишнім середовищем. Коли просування хвильового фронту відповідає матеріал з дуже високим опором він буде прагнути збільшити свою фазову швидкість в такому форматі. Крім того, для просування хвильового фронту відповідає низький Імпеданс середовища, в якій він буде сповільнюватися.\
Позиція груп-різниці в частоті простору для фононних кристалах, визначається розміром і розташуванням елементів, що утворюють кристал. Ширина щілини діапазону, як правило, пов'язана з різницею у швидкості звуку (через відмінності опору) через матеріали, складові суміші.

### Акустичне маскування метаматеріалу
Лабораторний пристрій метаматеріалів, що застосовується для ультра-звукових хвиль був продемонстрований в січні 2011 року. Він може бути застосований для звукової хвилі від 40 до 80 кГц.
Акустичне маскування метаматеріалу призначене для приховання об'єктів, занурених у воду. Метаматеріал маскувального механізму вигинає і повертає звукові хвилі навмисно.
Маскувальний механізм складається з 16 концентричних кілець в циліндричній конфігурації, і кожне кільце з акустичних проводів. Це навмисне розроблено так, щоб направляти звукові хвилі в двох вимірах. Перше маскування метаматеріалів керувало електромагнітними хвилями у двох вимірах.

### Фононнові метаматеріали для теплового керування
Як фонони відповідають за теплопровідність у твердих тілах, акустичні метаматеріали можуть бути призначені для контролю теплообміну.
Metamaterials scientists